# Xã Grant, Quận Beadle, South Dakota
Xã Grant (tiếng Anh: Grant Township) là một xã thuộc quận Beadle, tiểu bang Nam Dakota, Hoa Kỳ. Năm 2010, dân số của xã này là 116 người.